# Суварян, Юрий Михайлович
Юрий Михайлович Суварян (арм. Յուրի Միքայելի Սուվարյան; род. 25 мая 1943) — советский и армянский экономист, доктор экономических наук, профессор, действительный член АН Армении (2010; член-корреспондент с 2006). Ректор Армянского государственного экономического университета (2006—2011). Заслуженный деятель науки Республики Армения (2014).

## Биография
Родился 25 мая 1943 года в Ереване.
С 1960 по 1965 год обучался на экономическом факультете  Ереванского государственного университета. С 1965 по 1968 год обучался в аспирантуре этого университета.
С 1968 по 1975 год на педагогической работе в Ереванском государственном университете в качестве ассистента и доцента. Одновременно с 1970 года на педагогической работе в Ереванском государственном институте народного хозяйства: с 1970 по 1987 год — ассистент, доцент и профессор кафедры планирования, с 1987 по 1994 год — проректор по науке, с 1994 года — заведующий кафедрой управления, с 2006 по 2011 год — ректор этого института (университета).
Одновременно с основной деятельности с 1992 по 1993 год был советником премьер-министра Армении по экономическим вопросам.
С 2003 года на педагогической работе в Российско-армянском университете в должности заведующего кафедрой управления. 
С 2011 года является — академиком-секретарём Отделения арменоведения и общественных наук и членом Президиума АН Армении.

### Научно-педагогическая деятельность и вклад в науку
Основная научно-педагогическая деятельность Ю. М. Суваряна была связана с вопросами в области экономики и макроэкономики, исследовании истории и теории государственного управления, теории управления и методологии стратегического управления. Ю. М. Суварян являлся — членом научных советов Ереванского государственного университета и Армянского государственного экономического университета по присуждению учёных степеней по экономическим наукам.
В 1970 году защитил кандидатскую диссертацию по теме: «Соотношение темпов роста производительности труда и заработной платы : на примере машиностроения Армянской ССР», в 1984 году защитил докторскую диссертацию на соискание учёной степени доктор экономических наук по теме: «Производительность совокупного труда в промышленности Армянской ССР : Вопросы управления и методологии». В 1986 году ему присвоено учёное звание профессор. В 2006 году был избран член-корреспондентом, в 2010 году — действительным членом НАН Армении. Ю. М. Суваряном было написано более двухсот двадцати научных работ, в том числе тридцати монографий и научных статей опубликованы в ведущих научных журналах.

## Основные труды
- Соотношение темпов роста производительности труда и заработной платы : на примере машиностроения Армянской ССР. - Ереван, 1969. - 193 с.
- Производительность общественного труда : Измерение, анализ, матер. стимулирование / Ю. М. Суварян. - Ереван : Айастан, 1980. - 147 с.
- Производительность совокупного труда в промышленности Армянской ССР : Вопросы управления и методологии. - Ереван, 1982. - 369 с.
- Совершенствование планирования эффективности общественного производства / Ю. М. Суварян. - Ереван : о-во "Знание" АрмССР, 1983. - 32 с.
- Управление ростом производительности труда в промышленности / Ю. М. Суварян. - Ереван : Айастан, 1987. - 226 с.
- Хозяйственный механизм интенсификации экономики / Ю. М. Суварян. - Ереван : Айастан, 1990. - 140 с.  ISBN 5-540-01265-8[3]

## Награды и звания
- Орден «За заслуги перед Отечеством» II степени (15 сентября 2017 года) — по случаю Дня независимости Республики Армения, за вклад в области науки и образования[4]
- Медаль «За заслуги перед Отечеством» I степени (24 мая 2011 года) — по случаю дня Республики[5]
- Медаль Анании Ширакаци (2000 год) — за вклад в подготовке кадров высшей квалификации и развитие экономической науки
- Заслуженный деятель науки Республики Армения (19 сентября 2014 года) — по случаю Дня независимости Республики Армения, а также за большой вклад в развитие областей науки и образования[6][1]